# Artur Fischer

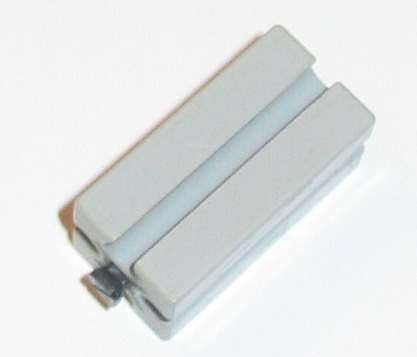
Základní stavební díl stavebnice fischertechnik

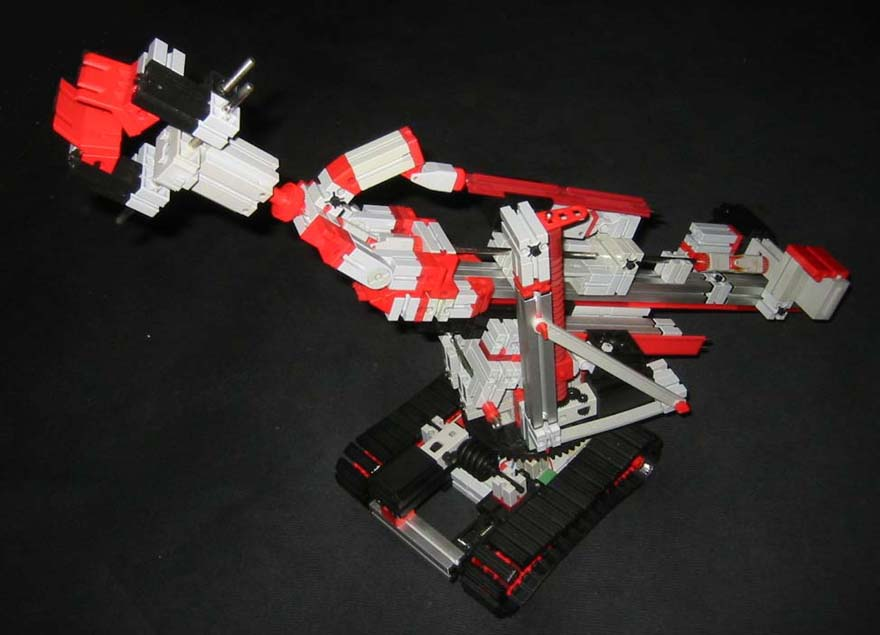
Model robota

Artur Fischer (31. prosince 1919 Tumlingen, dnes část města Waldachtal ve Schwarzwaldu – 27. ledna 2016) byl německý vynálezce, podnikatel a zakladatel firmy Artur Fischer GmbH & Co.KG.

## Život
Artur Fischer se narodil jako nejstarší syn v rodině krejčího Georga a Pauliny Fischerových. V letech 1930 až 1933 navštěvoval reálku v Dornstettenu. Poté se vyučil stavebním zámečníkem u zámečnického mistra Wilhelma Müssiga ve Stuttgartu. Z Hitlerjugend vystoupil. Jeho přáním při nástupu vojenské služby bylo stát se letcem nebo alespoň důstojníkem, ale kvůli tomu, že nosil brýle, a také kvůli chybějící maturitě se mu tento sen nevyplnil. Místo toho sloužil jako letecký mechanik u Jagdgeschwader 52. S touto jednotkou se účastnil bitvy u Stalingradu. Z obklíčeného „kotle“ podle vlastních slov „unikl posledním letadlem“. Na italské frontě padl do britského zajetí, z nějž se mu podařilo uprchnout. V roce 1946 se vrátil domů, kde začal pracovat v konstrukční kanceláři Edgara Rößgera. Zde však nebyl spokojen.
27. května 1947 se ve Freudenstadtu oženil s Ritou Gonser (1925–2013), dcerou Maxe a Wilhelminy Gonser ze sousedního Lützenhardtu.

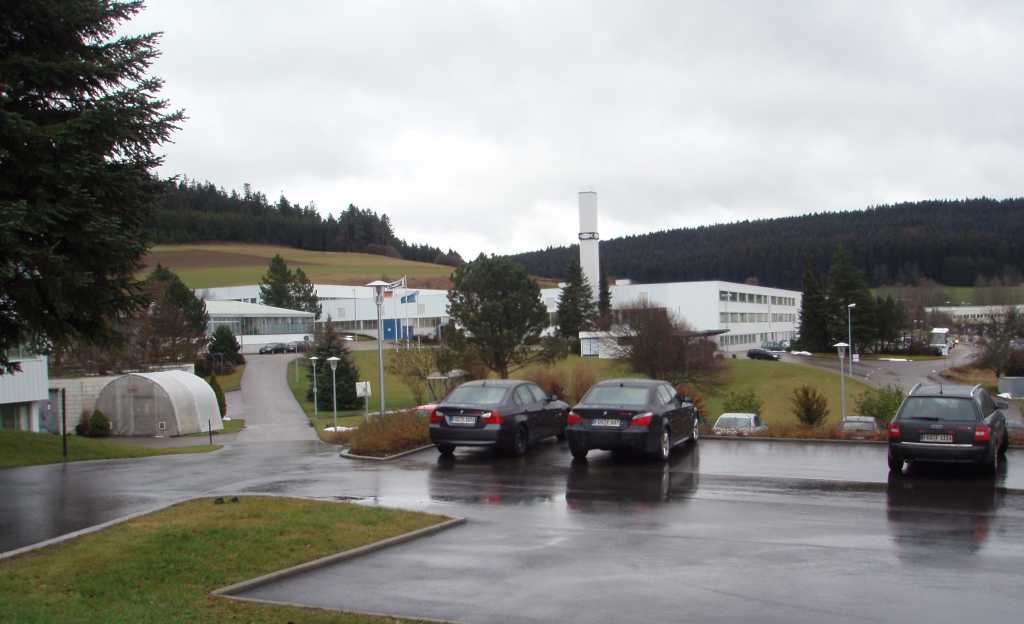
Tovární areál fischerwerke ve Waldachtalu

V roce 1948 založil v Hörschweileru malou dílnu Artur Fischer GmbH & Co. KG. Ta se postupem času rozrostla a stala se známou jako fischerwerke.
Artur Fischer je držitelem 1136 patentů a 5867 chráněných vzorů (stav ke konci roku 2013). Na konci roku 2013 měla firma fischerwerke celkově registrováno více než 8700 patentů). Thomas Alva Edison, kterého chtěl Artur Fischer překonat, měl na svém „kontě“ 1093 patentů.
K nejznámějším vynálezům Artura Fischera patří Fischer S nylonová hmoždinka z roku 1958, stavebnice fischertechnik (1965 obdoba Lega, ale více technicky zaměřená).
V roce 2012 dosáhly pobočky Fischer Group po celém světě obratu přes 618 miliónů eur, většinu díky produkci kotevní a upevňovací techniky. Společnost, kterou vede od roku 1980 syn Klaus Fischer, produkovala v roce 2004 jen v jediném závodě ve Waldachtalu sedm miliónů hmoždinek každý den.

## Ocenění
V roce 1986 byl oceněn Medailí Rudolfa Diesela. V roce 1990 byl Artur Fischer vyznamenán Prstenem Wernera von Siemense. Získal též Řád za zásluhy Bádenska-Württemberska. V roce 2014 získal za celoživotní dílo cenu European Inventor Award.